# Tiết Thiệu
Tiết Thiệu (tiếng Trung: 薛紹; ?-688) là một phò mã của triều Đường. Ông là chồng của Thái Bình công chúa, tức con rể của Đường Cao Tông; đồng thời ông cũng là cháu ngoại Đường Thái Tông. Tuy thân thế và địa vị hiển hách, nhưng bị cho là có liên can đến đến vụ nổi loạn Việt Kính vương Lý Trinh, ông bị chính Võ Tắc Thiên, mẹ vợ của mình, lệnh cho đánh 100 roi và bỏ chết đói trong ngục.

## Hành trạng
Tiết Thiệu là con trai trong cuộc hôn nhân lần thứ hai của Thành Dương công chúa (城陽公主), hoàng nữ của Đường Thái Tông với Tiết Quán (薛瓘). Sách sử không ghi chép ông sinh vào năm nào.
Năm Vĩnh Long thứ 2 (681), Tiết Thiệu được ban hôn với chị [em] họ là Thái Bình công chúa. Hôn lễ của ông và Thái Bình công chúa được cử hành rất long trọng, đuốc thắp sáng rực soi rõ trên toàn bộ đường rước dâu.
Sau khi thành hôn, mẹ vợ ông là Võ hậu Võ Tắc Thiên tị hiềm 2 người chị dâu của ông không môn đăng hộ đối nên lệnh bức cho 2 anh của Tiết Thiệu phải ly hôn. Về sau có người khuyên can Võ hậu nên lệnh mới bị bãi.
Năm 683, Đường Cao Tông qua đời, Hoàng hậu Võ Tắc Thiên trở thành Hoàng thái hậu, nắm hết mọi quyền lực trong triều, và có mưu đồ soán ngôi, xưng nữ hoàng đế. Năm Thùy Củng thứ 4 (688) thời Đường Duệ Tông, trưởng huynh Tiết Thiệu là Tiết Nghĩ cùng tôn thất Nhà Đường là Lang Tà vương Lý Xung mưu phản thất bại, Võ Tắc Thiên hạ lệnh xử tử Tiết Nghĩ, đồng thời xử liên đới đến Tiết Thiệu "đánh một trăm trượng, bỏ chết đói trong ngục" Năm Tải Sơ thứ nhất (690), thời Đường Duệ Tông, Võ Thái hậu gả Thái Bình công chúa cho người anh họ là Võ Du Kỵ.
Tiết Thiệu có với Thái Bình công chúa 4 người con. Một người con gái về sau được phong Vạn Tuyền Huyện chúa. Một người con trai có tên là Tiết Sùng Giản. Theo văn bia mộ của Vạn Tuyền Huyện chúa, quan chức của Tiết Thiệu là Tán kỵ thường thị, Hữu vũ vệ tướng quân, tước phong Bình Dương huyện tử. Theo văn bia mộ của Tiết Sùng Giản thì quan chức của Tiết Thiệu là Thái thường khanh, Tả thiên ngưu tướng quân.